# メリッサ・テュリオ
メリッサ・テュリオ（Mélissa Theuriau、1978年7月18日 - ）は、フランスのテレビ局、M6のジャーナリスト・ニュースキャスター。フランスイゼール県エシロル出身。